# Dorfkirche Groß Woltersdorf

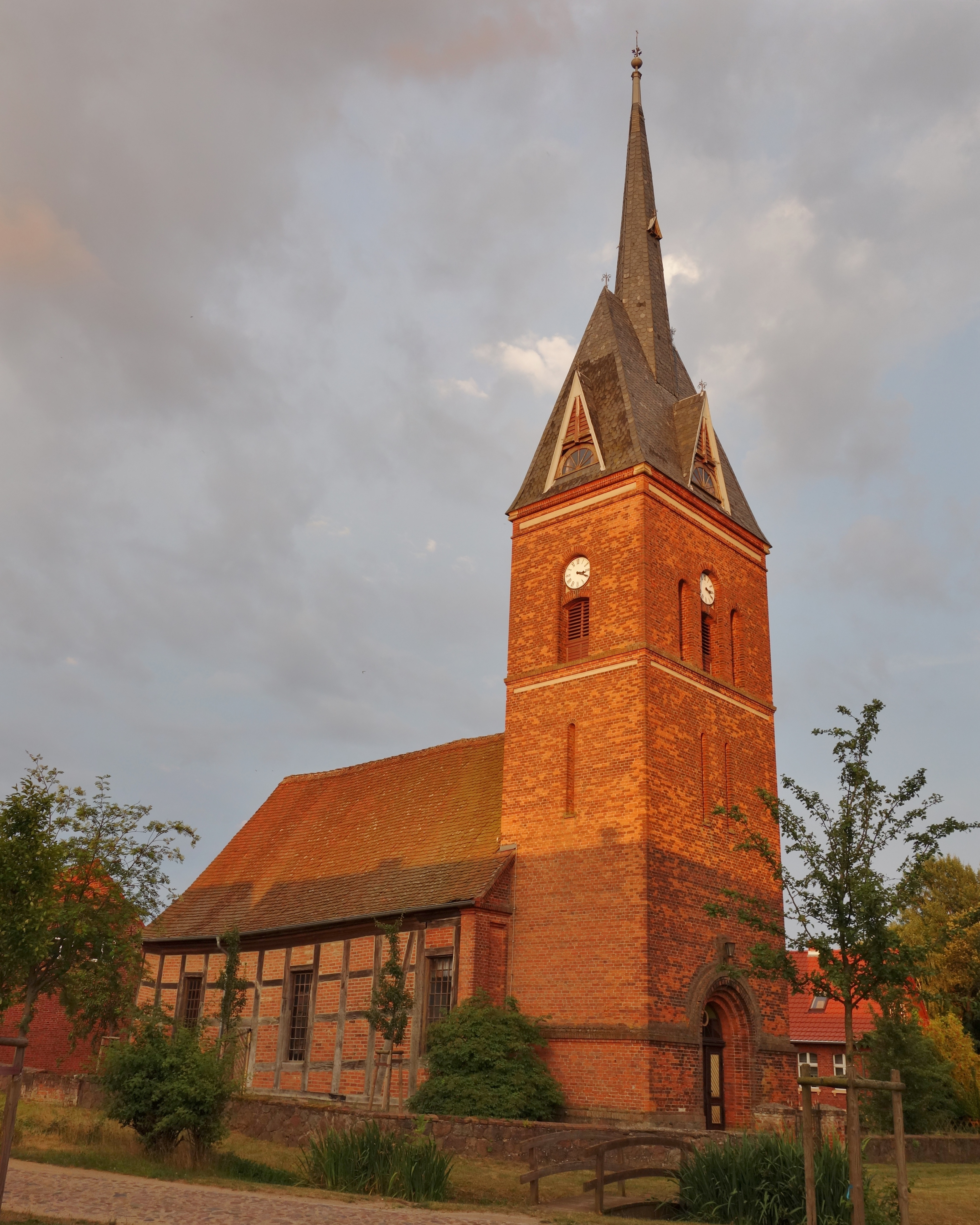
Dorfkirche Groß Woltersdorf

Die evangelische, denkmalgeschützte Dorfkirche Groß Woltersdorf steht in
Groß Woltersdorf, einem Ortsteil der Gemeinde Groß Pankow im Landkreis Prignitz in Brandenburg. Die Kirche gehört zum Pfarrsprengel Lindenberg-Buchholz im Kirchenkreis Prignitz der Evangelischen Kirche Berlin-Brandenburg-schlesische Oberlausitz.

## Geschichte
Das Langhaus der Fachwerkkirche mit polygonalem Schluss im Osten wurde 1712 erbaut. Die Westwand des Langhauses und der daran angefügte querrechteckige Kirchturm wurden 1893 aus Backsteinen gebaut. Anfang der 1990er Jahre wurde das Dach saniert und damit begonnen, den Innenraum zu sanieren. Die Arbeiten wurden bislang nicht abgeschlossen.

## Beschreibung
Das oberste Geschoss des Kirchturms beherbergt die Turmuhr und den Glockenstuhl. Darauf sitzt ein schiefergedecktes, steiles Walmdach mit Spitzgauben an jeder Seite, aus dem sich ein sechsseitiger, spitzer Helm erhebt. Das Portal befindet sich an der Westseite des Kirchturms.
Zur Kirchenausstattung gehört ein Kanzelaltar. Der polygonale Korb der Kanzel, deren Schalldeckel von zwei Statuen gestützt wird, steht zwischen doppelten korinthischen Säulen. Das Werk stammt vermutlich von Heinrich Joachim Schultz aus Havelberg. Im Zuge der Sanierungsarbeiten in den 1990er Jahren wurde er abgebaut und zerlegt. Die Einzelteile mussten an verschiedenen Orten eingelagert werden, was den bereits restaurierungsbedürftigen Zustand noch verschlimmerte. Im Rahmen einer Masterarbeit einer Studentin der Fachhochschule Potsdam entstand im Jahr 2024 eine erste Bestandsaufnahme der Schäden. Außerdem untersuchte sie, ob sich unter den dicken Schmutzschichten noch Farbreste aus der Entstehungszeit befinden. Die vorhandenen Farbschichten wurden konserviert, um einen Transport der Einzelteile ohne weitere Verluste zu gewährleisten. Die Masterarbeit dient als Grundlage für eine Restaurierung, die neben einer Bekämpfung des Holzwurms, der Reinigung auch die Anfertigung verlorener Teile des Altars umfassen soll.
Die Orgel mit sieben Registern, einem Manual und einem Pedal wurde 1881 von Friedrich Hermann Lütkemüller gebaut.